# マシュー・マレー

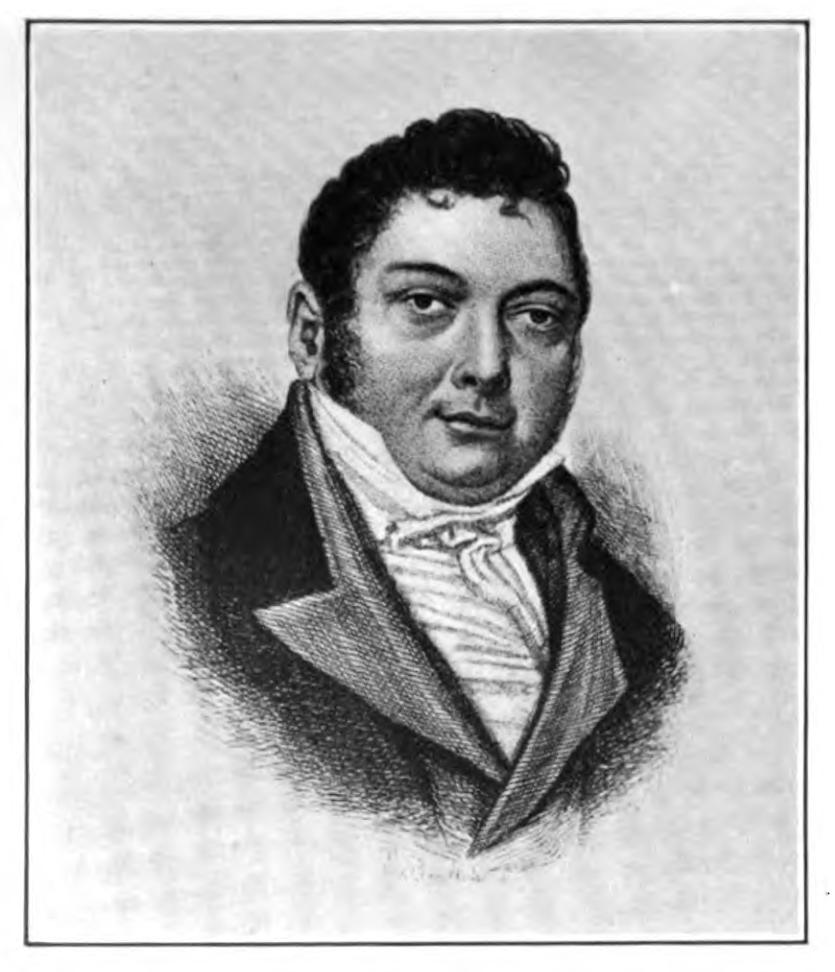

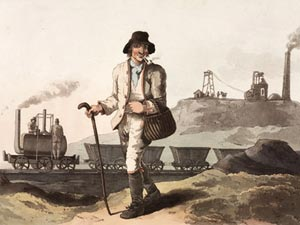
ロバート・ハベル (Robert Havell) による1814年の版画、「炭鉱夫」(The Collier)、ミドルトン鉄道で走るマシュー・マレーの蒸気機関車「サラマンカ号」が描かれている

マシュー・マレー（Matthew Murray、1765年 - 1826年2月20日）は、初めての実用可能な蒸気機関車である2気筒式の「サラマンカ号」 (The Salamanca) を1812年に設計・製造した、イギリスの蒸気機関や工作機械などに関する技術者である。マレーは蒸気機関や工作機械、紡績機械など多くの分野で活躍した革新的な技術者であった。

## 初期の人生
マレーの初期の人生に関してはわずかなことしか知られていない。マレーは1765年にニューカッスル・アポン・タインで生まれた。14歳で学校を卒業して、鍛冶屋あるいはブリキ職人になるために弟子入りをした。1785年に実習期間を終え、ダラムのウィッカム (Whickham) 出身のメアリー・トンプソン (Mary Thompson、1764年 - 1836年）と結婚した。翌年、ストックトン (Stockton-on-Tees) に移り住み、ダーリントンでジョン・ケンドリュー (John Kendrew) が運営するアマの紡績工場で一人前の機械工として働き始めた。この工場は、アマの機械紡績の技術が発明された場所である。
妻メアリーは、娘を3人と息子を1人産み、息子は父と同じくマシューと名付けられた。

## リーズでの働き
ダーリントンの工場では仕事が少なかったため、1789年にマレーとその家族は有名なアマの織物生産業者であったジョン・マーシャル (John Marshall) の下で働くためにリーズへ移った。マレーは、リーズのエイデル (Adel) にあるマーシャルの工場で機械の整備を行い、さらにマーシャルも歓迎するような改善を行った。この頃にはマレーは工場の主任技術者になっていたと思われ、マーシャルがホルベック (Holbeck) に新工場を設置することになったときには、マレーがその工事の責任を負っていた。このときに設置された中には、マレーが独自の設計で新しく開発したアマ紡績機もあり、彼は1790年にこの特許を取得した。1793年には2番目の特許、「繊維材料を織るための手段と機械」を取得した。彼の特許には梳綿のための機械やアマの潤紡という新しい技術を導入した紡績機などがあり、これはアマの流通に革命をもたらした。

## フェントン・マレー・アンド・ウッド社
リーズ地域の産業は急速に発展し、技術者や機械工が所属する独立した会社を設立する好機となっていた。このため1795年にマレーはデービッド・ウッド (David Wood、1761年 - 1820年）と協力し、ホルベックのミル・グリーン (Mill Green) に工場を設立した。周辺にはいくつかの工場があり、この新しい会社は機械類を周辺工場へ供給した。この会社はとても成功し、1797年にウォーター・レーン (Water Lane) にあるより大きな施設へ移転した。この時点で会社はさらにジェームズ・フェントン（James Fenton、元はマーシャルのパートナー）、ウィリアム・リスター（William Lister、ブラムリー (Bramley) で働いていた機械工）という2人のパートナーを迎えた。この会社はフェントン・マレー・アンド・ウッド社 (Fenton, Murray and Wood) として知られるようになった。マレーは技術開発と営業を担当し、ウッドは日々の業務の運営を行い、フェントンは経理担当であった。

## 蒸気機関の製造
会社は引き続き繊維産業に関する業務を行っていたが、マレーはこの頃から、蒸気機関の設計の改良について検討を始めていた。蒸気機関をより簡潔で軽く、コンパクトなものにしたいと考えていた。また、蒸気機関をそれ自体で完結したものにして、設計通りの精度で現場で簡単に組み立てることができるようにしたいと考えていた。既存の多くの機関は、組み立て時の低い精度のせいで多くの問題があり、修正するのに多大な努力が払われていた。マレーが直面した問題は、ジェームズ・ピッカード (James Pickard) が蒸気機関の往復運動をクランクとフライホイールを使って回転運動に変換する方法の特許を既に取得していたことである。マレーは、内側回転式の歯車を導入することでこの問題を巧妙に回避した。この方法では、内側に歯のある大きな固定リングを使用している。このリングの内側に沿って、外側リングの直径の半分の大きさの小さな歯車が、歯車のリムに取り付けられた蒸気機関のピストンロッドに動かされて回転する。ピストンロッドは前後に直線運動するので、この直線運動は歯車の回転運動に変換される。歯車の軸受けがフライホイールの軸に取り付けられたクランクと接続されている。この内側回転式の歯車を利用することで、従来のものよりコンパクトで軽い機関を作ることができた。しかしマレーは、ピッカードの特許の期限が切れるとこの方式を使わなくなった。
1799年、ボールトン・アンド・ワットで働いていたウィリアム・マードックが、D型スライドバルブ (Slide valve) と呼ばれる新型の蒸気弁を発明した。これは前後にスライドすることによってシリンダーに蒸気を供給するものである。マレーは、蒸気機関の回転軸に接続したエキセントリックによってスライドバルブを駆動するように改良した。
マレーはまた、ボイラーの蒸気圧に応じて自動的に火室のドラフトを調整する装置や、火室に自動的に燃料を供給するホッパーなどの特許を取得した。マレーは、蒸気機関においてピストンを水平方向に設置した最初の人物である。マレーは従業員の高い技量を期待し、フェントン・マレー・アンド・ウッド社はとても高い精度の機械を生産した。マレーはスライドバルブの表面を滑らかに削るための特別な平削り盤を設計した。この機械は鍵の掛かった部屋に保管され、一部の従業員のみこれを使うことが許されていた。

## ラウンド・ファウンドリー
マレーの製造する蒸気機関はとても高い精度であったので、その販売は大きく伸び、新しい工場が必要となった。マレーはこの工場を自身で設計し、巨大な三重の塔状の構造になった「ラウンド・ファウンドリー」(The Round Foundry) として知られる建物を建設した。この建物の中央には、建物全体に設置された機械に動力を供給する蒸気機関が設置されていた。マレーは、工場に隣接した自分自身の家も設計した。この設計も先進的なもので、各部屋は蒸気管で暖房するようになっており、この地域ではスティーム・ホール (Steam Hall) として知られるようになった。

## ボールトン・アンド･ワット社との対立
従業員の高い技量により、フェントン・マレー・アンド・ウッド社は成功を収めていたが、これはライバルのボールトン・アンド・ワット社との対立をもたらした。ボールトン・アンド・ワット社は従業員のウィリアム・マードックとエイブラハム・ストーリー (Abraham Storey) を、表向きは儀礼訪問と称してマレーの元を訪問させたが、その実はマレーの製造方法をスパイしようとするものであった。マレーはかなり馬鹿げたことに、彼らを歓迎して全てを見学させてやった。彼らは自社に戻ると、マレーの会社の鋳造や鍛造の技術は自分たちのものよりかなり優れていると報告し、マレーの製造方法を真似るための努力が払われるようになった。またボールトン・アンド・ワット社は、フェントン・マレー・アンド・ウッド社の従業員からも情報を得ようと努力した。そしてついに、ジェームズ・ワットはマレーの会社の工場の隣接地を購入し、それ以上工場を拡張できないようにしてしまった。
ボールトン・アンド・ワット社はさらに、マレーの特許2つを無効にすることにうまく成功した。1801年に取得したマレーの改良された空気ポンプと関連する技術、1802年に取得した新しいスライドバルブを備えたそれ自体で完結したコンパクトな機関に関する技術の2つの特許に対して異議が申し立てられ、特許は無効化された。どちらの特許についても、マレーは1つの特許にあまりに多くの改良事項を盛り込みすぎるというミスを犯していた。これにより、どれか1つの技術でも先行例が発見されてしまえば、特許全体が無効になってしまうことになった。
ボールトン・アンド・ワット社の動きにもかかわらず、フェントン・マレー・アンド・ウッド社はそのライバルとして成長し、多くの受注を集めるようになった。

## ミドルトン鉄道
マレーの会社は、リーズ近郊のミドルトン (Middleton) の炭鉱でマネージャーをしていたジョン・ブレンキンソップのところへ、1812年に初めての2気筒式蒸気機関車であるサラマンカ号を納入した。この機関車は、初めての実用的に成功した蒸気機関車であった。マレーはリチャード・トレビシックに対して設計の使用料を払っていたが、その設計を本質的に改良しており、よりスムースに駆動できるように1つではなく2つのシリンダーを搭載していた。重い貨車を牽引しているとき、鉄の車輪では鉄のレールに対して十分な粘着を確保できないと考えられたため、歯軌条式のレールに対して歯車式の車輪を組み合わせたラック式鉄道とすることになった。これは世界で最初のラック式鉄道で、4 フィート 1.5 インチの軌間であった。ブレンキンソップは1811年にラック式鉄道の特許を取得していたが、結果的にはラック式にしなくても鉄車輪と鉄レールの組み合わせで十分な粘着が得られることが分かった。サラマンカ号はとても成功し、さらにタインサイド (Tyneside) で使用するための同じ型の機関車を3両製造した。そこで、ジョージ・スチーブンソンがこの機関車を目撃し、これをモデルとしてスチーブンソン自身のブリューヒャー号 (Blücher) をラックレールなしで設計した。

## 舶用機関
1811年にマレーの会社は、ヤーマスのクエーカーであるジョン・ライト (John Wright) にトレビシック方式の高圧蒸気機関を納入した。この機関は外輪船l'Actifに搭載されてヤーマスから進水した。船には外輪が備え付けられて、これに新しい機関が接続された。船はエクスペリメント (Experiment) と改名され、機関はとても好調で、最終的に他の船"The Courier"に機関を移設した。
1816年には、リヴァプール駐在のアメリカ領事であるフランシス・B・オグデン (Francis B. Ogden) がマレーの会社から2気筒式舶用蒸気機関を購入した。オグデンはこの設計を彼自身の設計としてアメリカで特許を取得した。アメリカでこの設計は広く使用され、ミシシッピ川を航行する外輪蒸気船に広く搭載された。

## 繊維産業での革新
マレーは、アマの紡績に関する機械でも重要な改善を行った。アマの繊維を分けてまっすぐ伸ばす作業は、アマを紡ぐための準備段階である。この作業を行うマレーの機械は、1809年に王立技術協会 (Royal Society for the encouragement of Arts, Manufactures & Commerce) からゴールドメダルを受賞した。この発明が行われた当時、アマの産業は利益を出せなくなって衰退してしまうところであった。彼の発明により生産コストを削減でき、生産の品質を向上でき、イギリスのアマ繊維の産業の基盤を固めることができた。アマ繊維の機械の製造はリーズにおける製造の重要な部分となり、国内のみならず輸出用にも大量に生産されて、多くの熟練機械工の雇用を生み出した。

## 水圧プレス
1814年にマレーは、水圧プレス機の特許を取得した。これは、ジョセフ・ブラマー (Joseph Bramah) の発明した装置を改良したもので、1825年には鎖の試験を行うための大きなプレス機も設計した。海軍のために製造した彼のプレス機は、全長34 フィートで1,000 トンの力をかけることができた。この機械はマレーの死の直前に完成した。

## 死去
マシュー・マレーは1826年2月20日に60歳で亡くなった。ホルベックのセント・マシュー教会の墓地に葬られた。彼の墓には、ラウンド・ファウンドリーで製造された鋳鉄のオベリスクが置かれた。彼の会社は1843年まで存続した。ベンジャミン・ヒック (Benjamin Hick)・チャールズ・トッド (Charles Todd)・デービッド・ジョイ (David Joy) など何人もの重要な技術者がここで育った。
彼の蒸気機関が、大きな工場に備えられたものがいくつも80年に渡って稼動し、中にはキングス・クロス駅の蒸気機関車修理工場に中古で備えられたものが100年以上に渡って稼動したことは、彼の設計が優れていて、また彼の従業員の技量が優れていたことの証拠である。
マレーの息子はラウンド・ファウンドリーで見習いとして働き、その後ロシアへわたってモスクワで技術の会社を立ち上げている。